# Campeonato Europeo de Esgrima de 2013

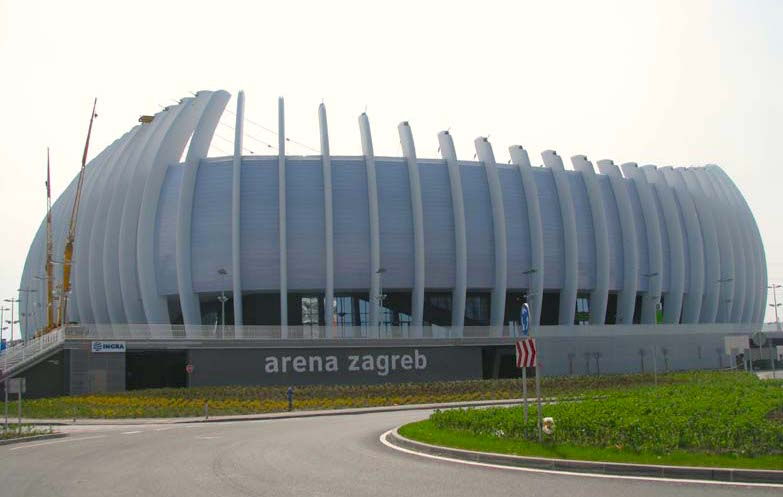
Arena Zagreb, sede del campeonato

El XXVI Campeonato Europeo de Esgrima se celebró en Zagreb (Croacia) entre el 16 y el 21 de junio de 2013 bajo la organización de la Confederación Europea de Esgrima (CEE) y la Federación Croata de Esgrima.
Las competiciones se realizaron en la Arena Zagreb de la capital croata.

## Medallistas

### Masculino
| Evento                      | Oro                                                                              | Plata                                                                        | Bronce                                                                            |
| --------------------------- | -------------------------------------------------------------------------------- | ---------------------------------------------------------------------------- | --------------------------------------------------------------------------------- |
| Florete individual (17.06)  | Peter Joppich · Alemania                                                         | Alexei Cheremisinov · Rusia                                                  | Andrea Baldini · Italia · James-Andrew Davis · Reino Unido                        |
| Florete por equipos (20.06) | Peter Joppich · Johann Gustinelli · Marius Braun · Sebastian Bachmann · Alemania | Leszek Rajski · Michał Majewski · Paweł Kawiecki · Radosław Glonek · Polonia | Marcus Mepstead Richard Kruse James-Andrew Davis Keith Cook Reino Unido           |
| Espada individual (16.06)   | Jörg Fiedler · Alemania                                                          | Daniel Jérent Francia                                                        | Krzysztof Mikołajczak · Polonia · Ulrich Robeiri · Francia                        |
| Espada por equipos (18.06)  | Max Heinzer · Benjamin Steffen · Florian Staub · Fabian Kauter · Suiza           | Géza Imre · András Rédli · Péter Szényi · Gábor Boczkó · Hungría             | Dmytro Kariuchenko · Vitali Medvediev · Anatoli Herei · Bohdan Nikishyn · Ucrania |
| Sable individual (19.06)    | Tiberiu Dolniceanu · Rumania                                                     | Alexei Yakimenko · Rusia                                                     | Nikolai Kovaliov · Rusia · Enrico Berrè · Italia                                  |
| Sable por equipos (21.06)   | Enrico Berrè · Diego Occhiuzzi · Luigi Samele · Aldo Montano · Italia            | Csanád Gémesi · Áron Szilágyi · Nikolász Iliász · András Szatmári · Hungría  | Dmytro Boiko · Oleh Shturbabin · Andri Yahodka · Dmytro Pundyk · Ucrania          |

### Femenino
| Evento                      | Oro                                                                                 | Plata                                                                     | Bronce                                                                         |
| --------------------------- | ----------------------------------------------------------------------------------- | ------------------------------------------------------------------------- | ------------------------------------------------------------------------------ |
| Florete individual (16.06)  | Elisa Di Francisca · Italia                                                         | Diana Yakovleva · Rusia                                                   | Carolin Golubytskyi · Alemania · Ysaora Thibus · Francia                       |
| Florete por equipos (18.06) | Arianna Errigo · Carolina Erba · Benedetta Durando · Elisa Di Francisca · Italia    | Anita Blaze Astrid Guyart Ysaora Thibus Corinne Maîtrejean Francia        | Edina Knapek · Aida Mohamed · Gabriella Varga · Katalin Varga · Hungría        |
| Espada individual (19.06)   | Ana Maria Brânză · Rumania                                                          | Francesca Quondamcarlo · Italia                                           | Emese Szász · Hungría · Renata Knapik · Polonia                                |
| Espada por equipos (21.06)  | Irina Embrich Kristina Kuusk Erika Kirpu Julia Beljajeva Estonia                    | Ana Maria Brânză · Simona Pop · Amalia Tătăran · Maria Udrea · Rumania    | Edina Antal · Dorina Budai · Julianna Révész · Emese Szász · Hungría           |
| Sable individual (17.06)    | Olha Jarlan · Ucrania                                                               | Vasilikí Vuyuka · Grecia                                                  | Aleksandra Socha · Polonia · Irene Vecchi · Italia                             |
| Sable por equipos (20.06)   | Yekaterina Diachenko · Yuliya Gavrilova · Dina Galiakbarova · Yana Yegorian · Rusia | Olha Jarlan · Olena Voronina · Halyna Pundyk · Alina Komashchuk · Ucrania | Rossella Gregorio · Lucrezia Sinigaglia · Livia Stagni · Irene Vecchi · Italia |

## Medallero
| Núm. | País        | Oro | Plata | Bronce | Total |
| ---- | ----------- | --- | ----- | ------ | ----- |
| 1    | Italia      | 3   | 1     | 4      | 8     |
| 2    | Alemania    | 3   | 0     | 1      | 4     |
| 3    | Rumania     | 2   | 1     | 0      | 3     |
| 4    | Rusia       | 1   | 3     | 1      | 5     |
| 5    | Ucrania     | 1   | 1     | 2      | 4     |
| 6    | Estonia     | 1   | 0     | 0      | 1     |
| 6    | Suiza       | 1   | 0     | 0      | 1     |
| 8    | Hungría     | 0   | 2     | 3      | 5     |
| 9    | Francia     | 0   | 2     | 2      | 4     |
| 10   | Polonia     | 0   | 1     | 3      | 4     |
| 11   | Grecia      | 0   | 1     | 0      | 1     |
| 12   | Reino Unido | 0   | 0     | 2      | 2     |
|      | TOTAL       | 12  | 12    | 18     | 42    |